# Patrick Makau Musyoki
Patrick Makau Musyoki (Manyanzwani - Eastern Province, 2 marzo 1985) è un maratoneta keniota, campione mondiale a squadre di mezza maratona nel 2007 e 2008 e medaglia d'argento individuale in entrambe le competizioni.

## Biografia
Ha detenuto per circa due anni il record mondiale di maratona (42 km 195mt) con il tempo di 2h03'38'' realizzato alla maratona di Berlino il 25 settembre 2011. Il record è stato battuto dal connazionale Wilson Kipsang Kiprotich sullo stesso tracciato il 29 settembre 2013 con il tempo di 2h03'23''. Nella mezza maratona (21 km 97mt) ha un primato personale di 58':52", ottenuto a Ras Al Khaimah, settimo tempo di sempre.

## Altre competizioni internazionali
2005
- Oro alla Mezza maratona di Zanzibar ( Zanzibar) - 1h04'12"

2006
- Oro alla BIG 25 Berlin ( Berlino)
- Oro alla Bristol Half Marathon ( Bristol) - 1h03'38"
- Oro alla Tarsus Half Marathon ( Tarso) - 1h02'42"
- Oro alla London 10K ( Londra)

2007
- Oro alla BIG 25 Berlin ( Berlino)
- Oro alla Berlin Half Marathon ( Berlino) - 58'56"
- Argento alla Ras Al Khaimah Half Marathon ( Ras al-Khaima) - 59'13"
- Argento alla Mezza maratona di Rotterdam ( Rotterdam) - 59'19"
- Argento alla Mezza maratona di Udine ( Udine) - 59'02"
- Oro alla Lahore 10K ( Lahore)
- Oro alla Vidovdan Road Race Brcko BH 10K

2008
- Oro alla Mezza maratona di Rotterdam ( Rotterdam) - 59'29"
- Oro alla Ras Al Khaimah Half Marathon ( Ras al-Khaima) - 59'35"
- Oro alla Berlin Half Marathon ( Berlino) - 1h00'00"
- Oro alla CPC Loop Den Haag ( L'Aia) - 1h00'08"
- Oro alla Reading Half Marathon ( Reading) - 1h01'19"
- Oro alla UAE Healthy Kidney 10K ( New York) - 28'18"

2009
- Oro alla Ras Al Khaimah Half Marathon ( Ras al-Khaima) - 58'52"
- 4º alla Maratona di Rotterdam ( Rotterdam) - 2h06'14"

2010
- Oro alla Maratona di Rotterdam ( Rotterdam) - 2h04'48"
- Oro alla Maratona di Berlino ( Berlino) - 2h05'08"
- Oro alla CPC Loop Den Haag ( L'Aia) - 59'52"

2011
- Oro alla Maratona di Berlino ( Berlino) - 2h03'38"
- Bronzo alla Maratona di Londra ( Londra) - 2h05'45"

2012
- Oro alla Maratona di Francoforte ( Francoforte) - 2h06'08"
- Argento alla Granollers Half Marathon ( Granollers) - 1h02'40"

2013
- 11º alla Maratona di Londra ( Londra) - 2h14'10"
- Oro alla Honolulu Hapalua Half Marathon ( Honolulu) - 1h05'28"
- Bronzo alla Utrecht Singelloop ( Utrecht) - 28'35"

2014
- Oro alla Maratona di Fukuoka ( Fukuoka) - 2h08'22"
- Argento alla Honolulu Hapalua Half Marathon ( Honolulu) - 1h08'42"

2015
- Oro alla Maratona di Fukuoka ( Fukuoka) - 2h08'18"

2016
- Argento alla Maratona di Fukuoka ( Fukuoka) - 2h08'57"
- Oro alla Honolulu Hapalua Half Marathon ( Honolulu) - 1h05'35"

## Vita privata
Il 4 gennaio 2006 morì la sua fidanzata, bronzo nei 1.500 metri ai mondiali giovanili, in seguito a un attacco cardiaco durante una seduta d'allenamento ad Addis Abeba. Patrick Makau Musyoki si trovava con lei in corsa. È stato il solo a soccorrerla.